# Лагорио, Александр Евгеньевич
Алекса́ндр Евге́ньевич Лаго́рио (15 [27] августа 1852, Феодосия, Таврическая губерния — 25 марта 1944, Берлин, Германия или Мюнхен) — русский петрограф, кристаллограф и минералог. Член-корреспондент ИАН (1896).

## Биография
Родился 15 (27) августа 1852 года в Феодосии в семье Евгения Феликсовича (1820—?) и Аделаиды (урождённой Бернардацци) Лагорио и при крещении получил имя Александр Карл Лео — родной племянник художника Льва Феликсовича Лагорио. Его отец 2 мая 1838 года был приведён к присяге на верность России и назначен помощником столоначальника; с августа 1839 года — помощник по хозяйственной части Симферопольского окружного начальника; в 1845–1850 годах  — Пятигорский окружной начальник; с 6 ноября 1850 года был прикомандирован к Таврической палате Государственных имуществ.
Свою научную деятельность начал в Дерптском (позже Юрьевском) университете, в котором учился с 1870 года.
В 1875 году окончил университет со степенью кандидата минералогии и был назначен на должность старшего ассистента, в 1877 году получил учёную степень магистра, в 1880 году доктора минералогии. Вскоре был назначен адъюнкт-профессором Варшавского университета.
В Варшавском университете с 1881 года А. Е. Лагорио был секретарём факультета физико-математических наук. В 1885 году был избран ординарным профессором по кафедре минералогии. В 1894—1901 годах был деканом физико-математического факультета. С 1894 года — член Санкт-Петербургского минералогического общества, 7 декабря 1896 года был избран членом-корреспондентом Петербургской Академии Наук «по разряду физическому Физико-математического отделения», а в 1897 году был избран членом Санкт-Петербургского общества естествоиспытателей.
В 1897 году он вошел в состав организационного комитета Варшавского политехнического института, а в апреле 1898 года был назначен первым директором этого института, основанного высочайшим декретом от 8 июня 1898 года. Лагорио также был деканом Горного отделения этого института.
В 1904—1917 работал на должности Управляющего Учебным Отделом, членом совета по учебным делам и председателем Ученого Комитета Министерства торговли и промышленности России.
Временным правительством в апреле 1917 года был отправлен в отставку. До 1920 года жил в Финляндии.
По одним сведениям, он умер 1 августа 1922 года в Берлине, где в это время жила его дочь Мария с мужем, архитектором и живописцем Николаем Исцеленновым. По другим данным — в 1920 году его пригласили на работу в Дрезден, где он изучал теорию света до 1940 года, а затем переехал в Мюнхен.

## Научная работа
А. Е. Лагорио одним из первых применил микроскопический метод изучения магматических горных пород. Он рассматривал расплавленную магму как пересыщенный раствор силикатов, аналогичный солевым растворам. Порядок кристаллизации минералов А. Е. Лагорио объяснял выделением тех соединений, которыми магма в данный момент пересыщена. Эти положения были обоснованы многочисленными химическими и микроскопическими анализами ранних и поздних генераций минералов. Раньше американского петрографа Н. Боуэна пришел к выводу, что причиной разнообразия изверженных пород является кристаллизационная дифференциация магмы.
Главными научными трудами А. Е. Лагорио являются:
- «Mikroskopische Analyse ostbaltischer Gebirgsarten» (1876);
- «Vergleichend petrographische Untersuchungen über die massigen Gesteine der Krym» (1880);
- «Über die Natur der Glasbasis, sowie der Krystallisationsvorgänge im eruptiven Magma» (1887);
- «Die Andesite des Caucasus» (1878);
- «О причинах разнообразия изверженных пород». В кн.: Труды Варшавского об-ва естествоиспытателей. Год седьмой, 1896—1897, Варшава, 1897.

А. Е. Лагорио изучал древний вулканизм, и, в частности, потухший вулкан на Карадаге. В 1885 году А. Е. Лагорио составил первую геологическую карту Карадагского массива, а в 1897 г. им было проведено петрографическое описание вулканических пород, охарактеризован их химизм. Лагорио первым установил, что возраст карадагского вулканизма датируется позднеюрским временем. Эта точка зрения актуальна и сегодня. Лагорио участвовал в организации экскурсии в Крым, в частности — на Карадаг, для более чем ста участников VII Международного геологического конгресса, проходившего в Санкт-Петербурге в августе 1897 года. Именем А. Е. Лагорио названа грандиозная отвесная стена — вулканическая дайка, нависающая над ущельем Гяур-Бах на Карадаге.
К числу учеников А. Е. Лагорио относится Морозевич Иосиф Августинович // Биографический словарь. — 2000., впоследствии первый директор Государственного Геологического института Польши (1919—1937), известный в том числе открытием в 1909 году минерала, названного им в честь Георга Стеллера стеллеритом.

## Семья и родственники
Обе дочери Александра Евгеньевича стали художницами:
- Аделаида Александровна (1886—1976), миниатюристка[11]
- Мария Александровна Исцеленнова (Лагорио) (1893—1979), живописец, график, жена Н. И. Исцеленнова (1891—1981)[12]

## Комментарии
1. ↑  Нина Райд; Перевод Николай Фоминадзе, в редакции И.А. Корженевского.: . Кошкина горка (Kassitoome). — «Руководил работой К. Гревингк, саму работу выполняли студенты: А.Лагорио, Н. Демин и Е. Фрей. В основу было заложено  около 2 футов мощных валунов, и на двух валунах обозначен год 1874 и знак направления магнитного меридиана. Дальше следовал слой аргиллита. Оставшаяся часть стены состояла и трёх арочных слоёв, направленных на север: 4 фута из силурийских известняков и доломитов, 5 футов прослоек из девонского красного песчаника и мергеля, пёстрой глины и зеленоватого или желтоватого песчаника, 2 фута доломита и 4 фута отложений угольных пластов каменноугольного периода». Дата обращения: 30 ноября 2012. Архивировано из оригинала 1 декабря 2012 года.